# Camí Vell de Toralla
El Camí Vell de Toralla és un camí del terme municipal de Conca de Dalt, en territori del poble de Serradell, a l'antic terme de Toralla i Serradell, al Pallars Jussà.
Arrenca de la Pista de Serradell cap al sud-oest, i s'adreça cap al riu de Serradell, però es perd i qieda interrompuda a la Borda de Camparriu.